# Swedish Open 1995 (Badminton)
Die Swedish Open 1995 im Badminton fanden vom 8. bis zum 12. März 1995 in Lund statt.

## Sieger und Platzierte
| Disziplin    | Gold                              | Silber                       | Bronze                          |
| ------------ | --------------------------------- | ---------------------------- | ------------------------------- |
| Herreneinzel | Park Sung-woo                     | Kim Hak-kyun                 | Chen Gang                       |
| Herreneinzel | Park Sung-woo                     | Kim Hak-kyun                 | Lee Kwang-jin                   |
| Dameneinzel  | Ye Zhaoying                       | Lim Xiaoqing                 | Bang Soo-hyun                   |
| Dameneinzel  | Ye Zhaoying                       | Lim Xiaoqing                 | Ra Kyung-min                    |
| Herrendoppel | Pär-Gunnar Jönsson Peter Axelsson | Kang Kyung-jin Kim Dong-moon | Ade Sutrisna Candra Wijaya      |
| Herrendoppel | Pär-Gunnar Jönsson Peter Axelsson | Kang Kyung-jin Kim Dong-moon | Aras Razak Amon Santoso         |
| Damendoppel  | Kim Mee-hyang Kim Shin-young      | Han Jingna Ye Zhaoying       | Maria Bengtsson Margit Borg     |
| Damendoppel  | Kim Mee-hyang Kim Shin-young      | Han Jingna Ye Zhaoying       | Qin Yiyuan Tang Hetian          |
| Mixed        | Chen Xingdong Wang Xiaoyuan       | Kim Dong-moon Gil Young-ah   | Jan-Eric Antonsson Astrid Crabo |
| Mixed        | Chen Xingdong Wang Xiaoyuan       | Kim Dong-moon Gil Young-ah   | Tri Kusharyanto Minarti Timur   |